# Kerkfabriek
Een kerkfabriek is een openbare instelling die de materiële middelen beheert die nodig zijn voor de uitoefening van de eredienst in een parochie. Dergelijke instellingen komen voor in België, Luxemburg, Italië en bepaalde streken van Frankrijk.

## Etymologie
Het Latijnse woord fabrica (= constructie) werd in de Romeinse tijd reeds gebruikt voor een 'constructie ten behoeve van het algemeen belang'. In combinatie met het woord kerk (fabrica ecclesiae) wordt het al vanaf de 6e eeuw gebruikt om het geheel aan te duiden van de gelden of bezittingen bestemd voor het onderhoud en de verfraaiing van het kerkgebouw en later ook voor het uitoefenen van de eredienst.

## Noordelijke Nederlanden
In de Noordelijke Nederlanden bevatte de kerkfabriek voor de Bataafse tijd het terrein voor de kerk en het kerkhof, het kerkgebouw, het fonds voor het levensonderhoud van de pastoor (het pastoriefonds), het fonds voor het onderhoud van het kerkgebouw en het fonds voor de kosten van de eredienst.
Na de reformatie dienden de opbrengsten van de pastoriefondsen voor de bezoldiging van de hervormde predikanten. De opbrengsten in de andere fondsen werden gebruikt ter bestrijding van de kosten van de hervormde erediensten en de hervormde kerkgebouwen.

## België
In België zijn de kerkfabrieken onderworpen aan het gezag van de kerkelijke overheid en aan dat van de burgerlijke overheid. Het beheer van de kerkfabriek wordt opgedragen aan de kerkraad.

### Ontstaansgeschiedenis
De oprichting van de kerkfabrieken dateert uit de periode van de Franse Revolutie en het bewind van Napoleon. Tijdens de Franse Revolutie werden alle kerkelijke goederen onteigend en ter beschikking van de natie gesteld, onder het beding "op een behoorlijke wijze te voorzien in de kosten van de eredienst, in het onderhoud van de priesters en in de ondersteuning van de armen".
Onder de Convention Nationale (Nationale Conventie (Frankrijk)) en het Directoire werden de kerkelijke goederen verkwist. De beoefening van de eredienst werd afgeschaft en vele geestelijken werden vervolgd. Door het Concordaat dat Eerste Consul Napoleon Bonaparte op 15 juli 1801 (26 messidor van het jaar IX) afsloot met Paus Pius VII kwam hierin verandering. Op 29 april 1803 werden de bisschoppen gelast tot instelling van de kerkfabrieken en het opstellen van functioneringsreglementen. De inrichting, werking en bevoegdheid werden bij Keizerlijk decreet van 30 december 1809 geregeld. Het onafhankelijke België nam het decreet over. Het decreet werd hierna nog gewijzigd en aangevuld door de wet van 4 maart 1870 en een decreet van 7 mei 2004.
In België is het sinds het Concordaat zo dat de pastoors - later kwamen hier ook andere bedienaren van erkende godsdiensten in aanmerking -  een bescheiden wedde ontvangen van het Ministerie van Justitie - departement eredienst, en dat de gemeenten moeten instaan voor een woonplaats voor de pastoor en een vergaderruimte voor de kerkfabriek.
De kerkfabriek heeft als taak de eredienst mogelijk te maken. Dit betekent dat zij instaat voor het onderhoud van het kerkgebouw, het orgel, de liturgische kleding en het liturgisch vaatwerk. Ook zorgt ze voor de aankoop van hosties, miswijn, kaarsen en eventueel nieuw linnen of vaatwerk. Verder betaalt zij de casuelen van priester en organist.
De kerkfabriek heeft haar inkomsten uit de verkoop van kaarsen, een deel van de collecte, de misintenties, in bijzonder bij uitvaarten en huwelijken. Verder heeft een kerkfabriek vaak gronden, die verpacht worden, of eigendommen die verhuurd worden. Meestal slaagt de kerkfabriek er niet in om een begroting in evenwicht in te dienen bij het gemeentebestuur en de provincie. Deze zijn dan verplicht om de tekorten aan te vullen. Bijzonder zware kostenposten zijn vaak binnen- en buitenrestauratie van het gebouw en de restauratie van het orgel. Doordat hier grote budgetten moeten worden vrijgemaakt, raken deze projecten vaak op de lange baan.

### Decreet van 7 mei 2004
De wetgeving rond kerkfabrieken in Vlaanderen werd met een decreet van 7 mei 2004 (Decreet betreffende de materiële organisatie en werking van de erkende erediensten) aangepast. Alle kerkraden zullen voortaan uit vijf leden bestaan, daar waar dit vroeger negen of vijf was, naargelang de parochie meer of minder dan 5000 inwoners telde. Daar waar vroeger de pastoor en de burgemeester (of een katholiek schepen of gemeenteraadslid) van rechtswege deel uitmaakten van de kerkraad, zal voortaan enkel één persoon van rechtswege lid zijn, de door de bisschop aangestelde verantwoordelijke van de parochie. In de meeste gevallen zal dit de pastoor zijn, maar de bisschop kan, bijvoorbeeld als er geen residerend pastoor meer is, iemand anders aanduiden.
Het nieuwe decreet voorziet ook in een driejaarlijkse gedeeltelijke vernieuwing van de kerkraad, door middel van een herverkiezing door de kerkraad zelf. Hierbij kon iedereen die katholiek is, woonachtig is in de gemeente(s) van de desbetreffende parochie, tussen 18 en 75 jaar oud is en zelf niet bezoldigd wordt door de kerkfabriek, zich kandidaat stellen; de leeftijdsgrens werd evenwel later afgeschaft. Deze kandidaten worden aan de parochiegemeenschap publiek gemaakt. De kerkraad kiest in hun midden een voorzitter, secretaris en penningmeester.
In de hervorming van 2004 wordt ook voorzien in de oprichting van een centraal kerkbestuur per gemeente, wanneer er vier of meer parochies zijn. (Uitvoeringsbesluiten nog niet verschenen op 10/05/05.) Dit kerkbestuur wordt de gesprekspartner van het gemeentebestuur. Zij krijgen van de verschillende kerkfabrieken een meerjarenbegroting, waarin zij de prioriteiten bepalen. Zo zou moeten worden voorkomen dat hoogdringende projecten op de lange baan worden geschoven.